# Laurence Delobel-Faralicq
Pour les articles homonymes, voir Delobel.
Lawrence Laforge Delobel-Faralicq dite Laurence Delobel-Faralicq, née à Châteauroux le 24 septembre 1882 et morte le 16 juin 1973 à Neuilly-sur-Seine, est une peintre miniaturiste française.

## Biographie
Élève de Marie Laforge, Marcel Baschet, François Schommer et Henri Royer, elle devient professeure à l'Académie Julian, expose au Salon des artistes français dès 1904 et y obtient en 1905 une mention honorable.
Elle obtient en 1905 le prix Maxime-David.